# Neohyparpalus
Neohyparpalus is een geslacht van kevers uit de familie van de loopkevers (Carabidae). De wetenschappelijke naam van het geslacht is voor het eerst geldig gepubliceerd in 1981 door Clarke.

## Soorten
Het geslacht Neohyparpalus is monotypisch en omvat slechts de volgende soort:
- Neohyparpalus parcepunctatus (Basilewsky, 1949)